# Filmation Associates
Filmation Associates var en amerikansk animationsstudio som huvudsakligen producerade TV-serier.

## Historik
Studion grundades av Lou Scheimer och Norm Prescott 1962, och 1966 hade dess första TV-serie, The New Adventures of Superman, premiär. Under större delen av sin existens var Filmation tillsammans med DePatie-Freleng Enterprises den enda egentliga konkurrenten till Hanna-Barbera Productions. 1987 hade man cirka 600 anställda och var därmed den största animationsstudion i USA. 1989 lades företaget ned, den 3 februari samma år lades verksamheten i Woodland Hills ned.
Studions största produktion är baserad på DC Comics superhjältar och den tecknade serien Acke och dess spinoff-serier. Andra framgångar inkluderar Star Trek, He-Man and the Masters of the Universe, Bravestarr, Tarzan och Fat Albert and the Cosby Kids. Utöver de tecknade serierna hade man även en mindre produktion spelfilmsserier.
Rättigheterna till Filmations samlade produktioner köptes av Entertainment Rights år 2004. År 2009 köptes Entertainment Rights upp av Boomerang Media, och efter det skedde det så att Entertainment Rights i princip bytte namn till Classic Media. Classic Media köptes sedan upp av Dreamworks Animation år 2012, och Classic Media bytte sedan namn till DreamWorks Classics.

## Produktion

### TV-serier

#### Spelfilm
- Shazam! (1974)
- Isis (1975)
- The Ghost Busters (1975)
- Ark II (1976)
- Space Academy (1977)
- Jason of Star Command (1979)

### Långfilmer
- Pinocchio och nattens furste (1987)
- Snövit och de sju dvärginnorna (1988)